# Heinrichskirche (Mauthausen)

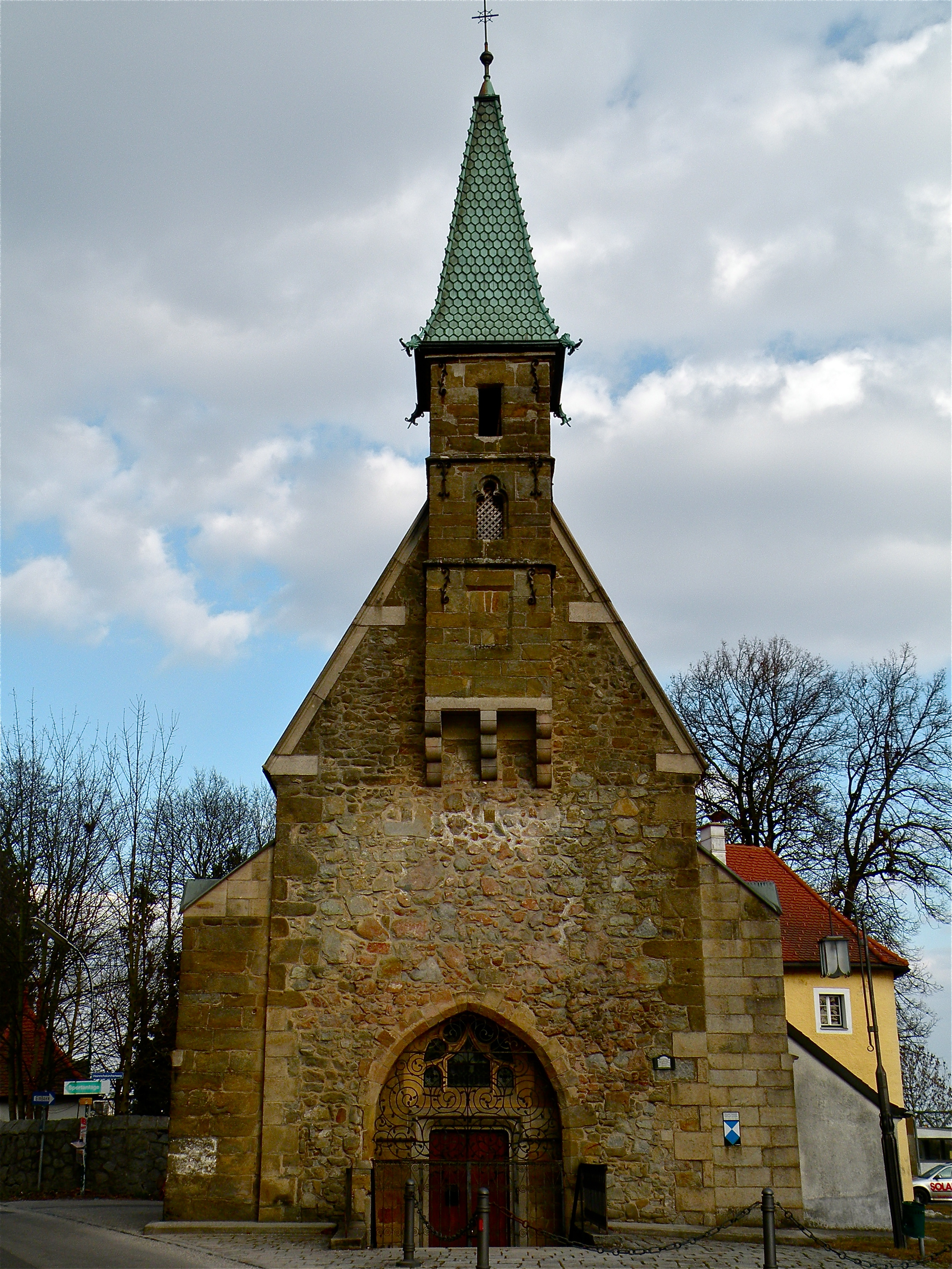
Westansicht der Heinrichskirche in Mauthausen

Die ehemalige Heinrichskirche in Mauthausen (eigentlich Heinrichskapelle) befindet sich östlich des Heindlkais in der Marktgemeinde Mauthausen und gehört zur Pfarre Mauthausen.
Sie wurde ursprünglich bereits um das Jahr 1000 errichtet, wurde Ende des 15. Jahrhunderts erweitert und beherbergte für einige Jahre ein kleines Karmeliterkloster, diente im 16. Jahrhundert als protestantisches Bethaus und war im 17. und 18. Jahrhundert eine katholische Wallfahrtskirche.
Im Zuge der josephinischen Reformen wurde sie Ende des 18. Jahrhunderts säkularisiert. Ende des 19. Jahrhunderts wurden Teile der Kirche wegen Baufälligkeit abgerissen. Der Rest des Gebäudes fungiert als Kapelle und Aufbahrungshalle.

## Geschichte
Kaiser Heinrich II. soll die Kirche etwa um das Jahr 1000 gegründet haben. Neben der Kirche befand sich ein Friedhof für die Ertrunkenen, Angeschwemmten und Armen.
Der heute noch bestehende gotische Chorraum wurde um 1400 errichtet.
Im Jahr 1494 rief Ladislaus Prager eigenmächtig Karmelitenmönche aus Deutschland nach Mauthausen, übergab ihnen die Kirche und richtete ein kleines Karmelitenkloster für drei Karmeliten ein. Nachdem der für Mauthausen zuständige Pfarrer von Ried in der Riedmark, der Probst von Stift Sankt Florian und die Mauthausener Bürgerschaft Proteste erhoben und einen Prozess gegen Ladislaus Prager angestrengt hatten, verließen die Karmeliten 1507 wieder den Ort. Von 1544 bis 1599 war die Heinrichskirche die Kirche der Mauthausener Protestanten.
1694 fanden Fischer eine gotische Marienstatue. Die damalige Besitzerin von Schloss Pragstein, Gräfin Cavriani, ließ die Statue restaurieren und gleichzeitig barockisieren sowie in der Heinrichskirche aufstellen. Die Heinrichskirche entwickelte sich dadurch allmählich zur Wallfahrtskirche Maria Trost. Am 5. Oktober 1732 wohnte Kaiser Karl VI. einer Messe in der Kirche bei. 1786 wurde die Kirche im Zuge der josephinischen Reformen geschlossen, 1787 nach Protesten der Mauthausener wieder geöffnet. Wegen der unmittelbaren Nähe zur Salzschifflände wurden im 18. Jahrhundert auch Messen für die sichere Beförderung von Salz gestiftet. Die Heinrichskirche zählte auf Grund der Einnahmen aus den Wallfahrten zu den reichsten Kirchen im Machland.
Ende des 19. Jahrhunderts war die Heinrichskirche baufällig. Während man den gotischen Chorraum saniert und die Westfassade neu gestaltete, wurde das Langhaus abgerissen. Die Marienstatue wurde 1892 in die Pfarrkirche Mauthausen übertragen, dort jedoch später durch eine andere Marienstatue ersetzt oder zumindest stark verändert.

## Beschreibung
Kirchengebäude

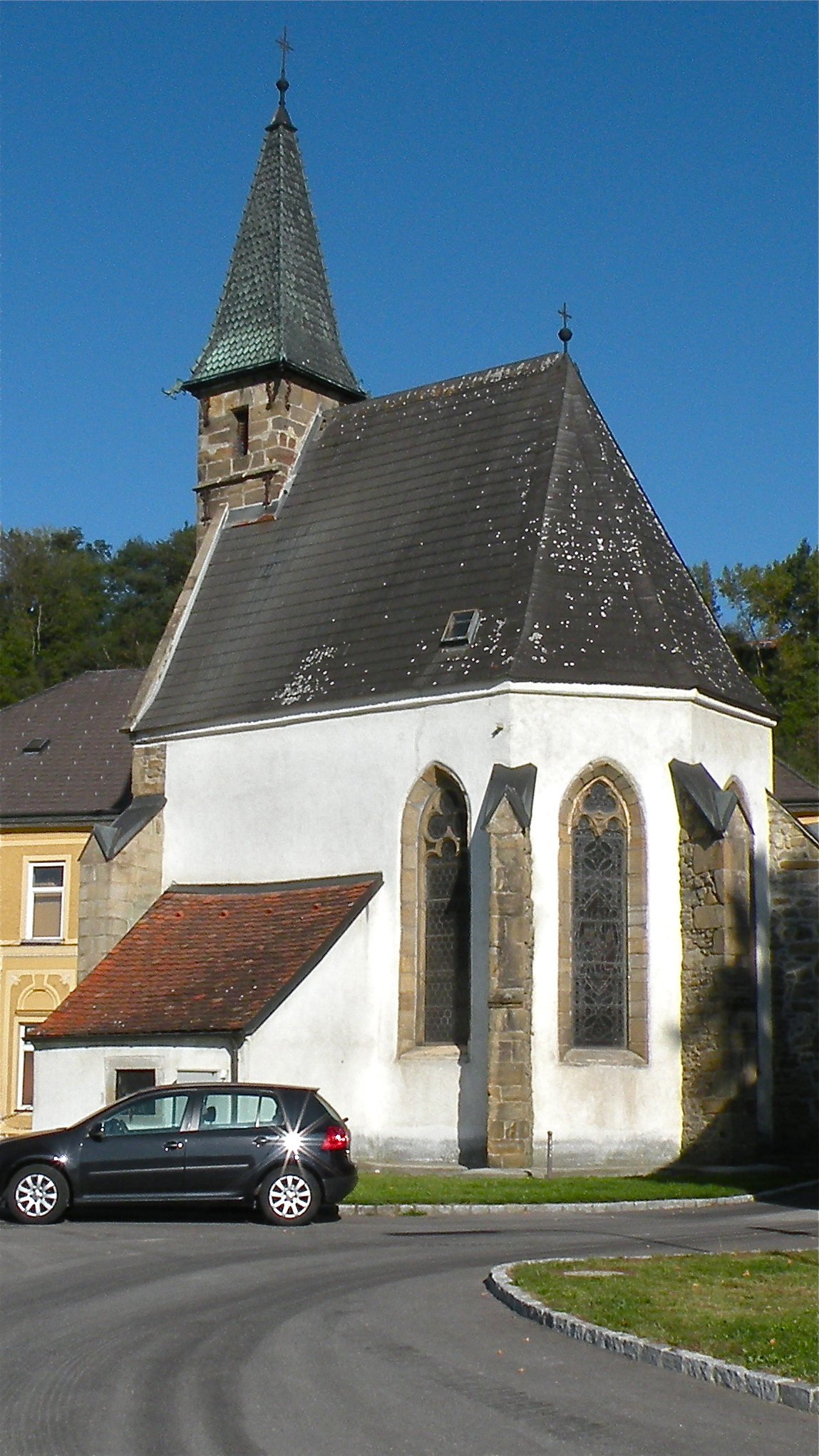
Südostansicht der Heinrichskirche in Mauthausen

Der gotische ehemalige Chor der Heinrichskirche bildet heute die einjochige Kapelle mit 5/8 Schluss. Das Polygon bedeckt ein abgewalmtes Satteldach. Die Portal-Vorhalle ist seicht und spitzbogig und wird durch ein barockisiertes Gittertor abgeschlossen.
Im Giebelfeld über Konsolen wurde 1898 ein dreigeschoßiger neugotischer Giebelreiter mit Pyramidendach errichtet. An der Südseite befindet sich eine kleine Sakristei.
Kircheninneres
Der Kapellenraum wird von einem gotischen Kreuzrippengewölbe mit einfach gekehlten Rippen auf halbrunden Diensten überdacht. An der Westwand ist der ehemalige Triumphbogen sichtbar. Zur ehemaligen tonnengewölbten Sakristei führt ein spitzbogiges Portal.
Bürgermeister Leopold Heindl stiftete gemeinsam mit seiner Gattin Eugenie 1898 zwei neugotische Kirchenfenster aus Anlass des 50-jährigen Thronjubiläums von Kaiser Franz Joseph.
Auf dem linken Fenster ist die Überreichung der Erbauungsurkunde durch Kaiser Heinrich II., den Heiligen und seiner Gattin Kunigunde an den Passauer Bischof zu sehen. Im Hintergrund ist die Heinrichskirche nach dem Umbau von 1897 erkennbar.
Das rechte Fenster zeigt die Vermählung der heiligen Elisabeth mit dem Landgrafen Ludwig IV. von Thüringen. Die Brautleute sind auf dem Glasbild viel zu alt dargestellt. In der Hand hält die Braut einen Strauß blühender Rosen.